# Denny Setiawan
Denny Setiawan (* 9. September 1980) ist ein indonesischer Badmintonspieler, der 2003 und 2004 für Singapur startete. 

## Karriere
Denny Setiawan siegte 2002 beim Smiling Fish, bei den Singapur International und bei den Vietnam International. 2003 nahm er an den Badminton-Weltmeisterschaften teil und war bei den Singapur International sowie den Waikato International erfolgreich.

## Sportliche Erfolge
| Saison | Veranstaltung          | Disziplin    | Platz | Name                                      |
| ------ | ---------------------- | ------------ | ----- | ----------------------------------------- |
| 2002   | Smiling Fish           | Herrendoppel | 1     | Hendri Kurniawan Saputra / Denny Setiawan |
| 2002   | Vietnam International  | Herrendoppel | 1     | Hendri Kurniawan Saputra / Denny Setiawan |
| 2002   | Singapur International | Herrendoppel | 1     | Donny Prasetyo / Denny Setiawan           |
| 2003   | Singapur International | Herrendoppel | 1     | Hendri Kurniawan Saputra / Denny Setiawan |
| 2003   | Waikato International  | Herrendoppel | 1     | Hendri Kurniawan Saputra / Denny Setiawan |
| 2003   | Weltmeisterschaft      | Herrendoppel | 33    | Hendri Kurniawan Saputra / Denny Setiawan |